# Skyskrapan brinner!
Skyskrapan brinner! (engelska: The Towering Inferno) är en amerikansk katastroffilm från 1974 i regi av John Guillermin. I huvudrollerna ses Paul Newman, Steve McQueen, Faye Dunaway och Fred Astaire. Filmen hade biopremiär i USA den 14 december 1974.

## Handling
I San Francisco har man byggt världens högsta skyskrapa som kallas The Glass Tower. På grund av fuskbygge, bland annat med ett felaktigt installerat el- och sprinklersystem börjar byggnaden brinna på invigningsdagen. På byggnadens översta våning finns en pampig bankettsal där invigningsfesten hålls. Det blir en kamp på liv och död för gästerna att ta sig ut från det brinnande infernot.

## Om filmen
Filmen är baserad på böckerna The Tower av Richard Martin Stern och The Glass Inferno av Thomas N. Scortia och Frank M. Robinson.

## Rollista i urval
- Paul Newman – Doug Roberts
- Steve McQueen – Michael "Mike" O’Halloran
- William Holden – James "Jim" Duncan
- Faye Dunaway – Susan Franklin
- Fred Astaire – Harlee Claiborne
- Susan Blakely – Patty Duncan Simmons
- Richard Chamberlain – Roger Simmons
- Jennifer Jones – Lisolette Mueller
- O.J. Simpson – Harry Jernigan
- Robert Vaughn – Gary Parker
- Robert Wagner – Dan Bigelow
- Susan Flannery – Lorrie
- Sheila Matthews Allen – Paula Ramsay
- Norman Burton – Will Giddings
- Jack Collins – Robert "Bob" Ramsay
- Don Gordon – Kappy
- Felton Perry – Scott
- Gregory Sierra – Carlos
- Ernie Orsatti – Mark Powers
- Dabney Coleman – SFFD Ställföreträdande chef 1
- Elizabeth Rogers – Dam i Buoy
- Ann Leicester – Gäst
- Norm Grabowski – Flaker
- Ross Elliott – SFFD Ställföreträdande chef 2
- Olan Soule – Johnson
- Carlena Gower – Angela Allbright
- Mike Lookinland – Phillip Allbright
- Carol McEvoy – Mrs. Allbright
- Scott Newman – Ung brandman
- Paul Comi – Tim
- George Wallace – Överstyrman
- Patrick Culliton – Technician
- William Bassett – Leasing Agent
- John Crawford – Callahan
- Erik Nelson – Wes
- Art Balinger – Annonsör
- Lcdr. Norman Hicks – Pilot
- Ltjg. Thomas Karnahan – Andrepilot
- Maureen McGovern – Sångerska
- William Traylor – Bill Harton

## Nomineringar och utmärkelser
Maureen McGovern, som sjunger filmens Oscars-vinnande ledmotiv We May Never Love Like This Again, gör en liten roll som barsångerska som sjunger ledmotivet för invigningsfestens gäster.
Fred Astaire Oscarnominerades för bästa manliga biroll för Skyskrapan brinner! och han vann Golden Globe Award för bästa manliga biroll i en långfilm för Skyskrapan brinner!.
Susan Flannery gjorde långfilmsdebut och vann Golden Globe Award for New Star of the Year

### Priser
| Golden Globe Award | Kategori                                                                | Person              | vann/nominerad |
| ------------------ | ----------------------------------------------------------------------- | ------------------- | -------------- |
| Golden Globe Award | Golden Globe Award för bästa manliga biroll – Långfilm                  | Fred Astaire        | Vann           |
| Golden Globe Award | Golden Globe Award för bästa kvinnliga biroll – Långfilm                | Jennifer Jones      | Nominerad      |
| Golden Globe Award | Golden Globe Award for New Star of the Year – Skådespelerska            | Susan Flannery      | Vann           |
| Golden Globe Award | Golden Globe Award för manus                                            | Stirling Silliphant | Nominerad      |
| Golden Globe Award | Golden Globe Award för bästa sång ("We May Never Love Like This Again") | Al Kasha            | Nominerad      |
| Golden Globe Award | Golden Globe Award för bästa sång ("We May Never Love Like This Again") | Joel Hirschhorn     | Nominerad      |

| Oscars        | Kategori                                                   | Person             | Vunnit/Nominerad |
| ------------- | ---------------------------------------------------------- | ------------------ | ---------------- |
| Academy Award | Oscar för bästa manliga biroll                             | Fred Astaire       | Nominerad        |
| Academy Award | Oscar för bästa scenografi                                 | William J. Creber  | Nominerad        |
| Academy Award | Oscar för bästa scenografi                                 | Ward Preston       | Nominerad        |
| Academy Award | Oscar för bästa scenografi                                 | Raphael Bretton    | Nominerad        |
| Academy Award | Oscar för bästa sång ("We May Never Love Like This Again") | Al Kasha           | Vann             |
| Academy Award | Oscar för bästa sång ("We May Never Love Like This Again") | Joel Hirschhorn    | Vann             |
| Academy Award | Oscar för bästa filmmusik                                  | John Williams      | Nominerad        |
| Academy Award | Oscar för bästa klippning                                  | Carl Kress         | Vann             |
| Academy Award | Oscar för bästa klippning                                  | Harold F. Kress    | Vann             |
| Academy Award | Oscar för bästa ljud                                       | Theodore Soderberg | Nominerad        |
| Academy Award | Oscar för bästa ljud                                       | Herman Lewis       | Nominerad        |
| Academy Award | Oscar för bästa foto                                       | Fred J. Koenekamp  | Vann             |
| Academy Award | Oscar för bästa film                                       | Irwin Allen        | Nominerad        |